# Szkoła Muzyczna im. Sajat-Nowy
Szkoła Muzyczna im. Sajat-Nowy (orm. Սայաթ-Նովայի անվան երաժշտական դպրոց) – ormiańska szkoła muzyczna, zlokalizowana w Erywaniu nosząca imię ormiańskiego poety i aszyka Sajat-Nowy.

## Historia

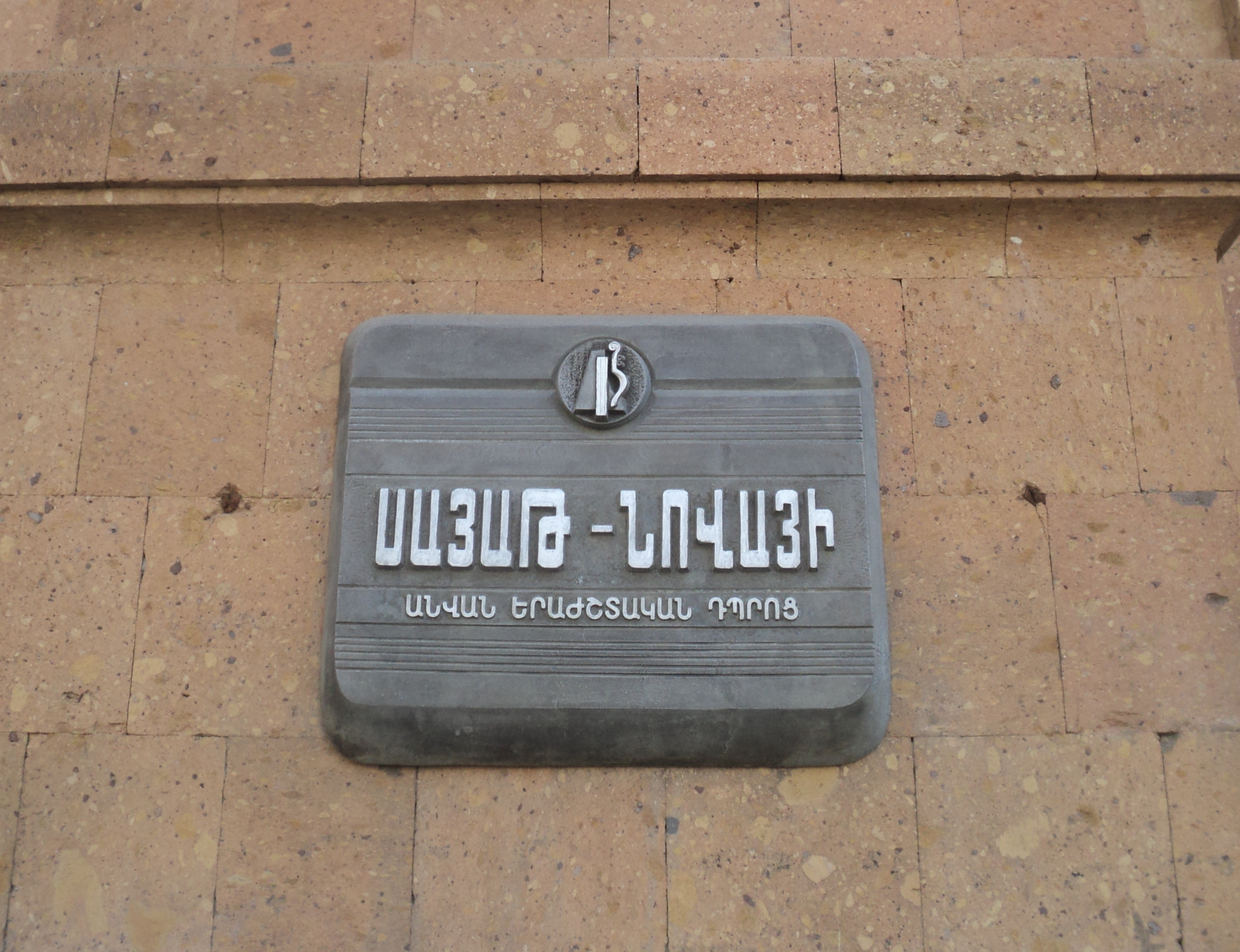
Tabliczka szkoły

Szkoła została założona w 1934 roku przez pierwszego dyrektora Warduchiego Zakariana. Początkowo szkołą pełniła funkcje studia muzycznego. W 1940 roku studio stało się trzecią szkołą muzyczną w Erywaniu, liczącą wówczas 200 uczniów. W 1944 roku nazwano szkołę imieniem aszyka Sajat-Nowy. W 1970 roku powstały sale przeznaczone dla chóru i skrzypiec.
Od 2003 dyrektorem szkoły jest Tigran Hekekian.

## Absolwenci
- Eduarda Topchjana[5]
- Tigran Hekekian
- Swietłana Navasardian
- Barsegh Tumanyan
- Hasmik Papian
- Konstanty Petrosjan
- Gagickie Hovunty
- Ruben Sarkisjan
- Siergiej Babajan
- Vartan Adjemian
- Ruben Altunian
- Jurij Dawtian
- Maléna